# Michel Weber
Michel Weber (Bruxelas, 1963) é um filósofo belga. É sobretudo conhecido como intérprete e adepto da filosofia de Alfred North Whitehead (1861-1947). Tem-se notabilizado como o arquiteto e organizador de um conjunto de sociedades científicas internacionais afins e de projetos de publicação, frequentemente interculturais, dedicados a Whitehead e à relevância global da filosofia do processo]. Fez os seus estudos na Bélgica e nos Estados Unidos. As línguas principais das suas publicações são o inglês e o francês, mas alguns dos seus artigos estão traduzidos em búlgaro (1), mandarim (1), português (1), romeno (2),  russo (1) e ucraniano (1).

## Interesse pela filosofia do processo
Weber tem como principal fonte de inspiração as ideias de um grupo de pensadores do início do século XX, relativamente próximos entre si,  que aplicaram o pensamento evolucionista à psicologia, à epistemologia, à cosmologia, à metafísica e à teologia, originando uma escola de pensamento conhecida hoje como "filosofia do processo". Alfred North Whitehead (1861-1947), tal como C. S. Peirce (1839-1914), Henri Bergson (1859-1941) e William James (1842-1910), é considerado um dos pais da  filosofia do processo . Essa escola de pensamento, preponderantemente anglo-americana, ainda hoje encontra um acolhimento muito reduzido nos departamentos de filosofia das universidades. Não obstante, apesar de uma recepção limitada aos Estados Unidos e ao Grã-Bretanha, a filosofia do processo tem conseguido captar o interesse de um pequeno, mas crescente número de académicos no mundo inteiro.  Weber tem contribuído significativamente para a visibilidade dessa vertente do pensamento na Europa, através da organização de uma rede global de investigadores com os mesmos interesses, promovendo a publicação das suas ideias.
Mas parece também ter havido uma mudança de orientação, porque, até há pouco tempo, o interesse pelo pensamento de Whitehead, sobretudo nos Estados Unidos, centrava-se na teologia do processo. As breves mas arrojadas especulações teológicas de Whitehead, adicionadas, quase como uma reflexão tardia, no fim da sua obra filosófica mais importante Processo e Realidade (1929), foram incorporadas com entusiasmo numa teologia nova que parecia ser particularmente relevante para os teólogos cristãos, porque atribuía um sentido naturalista ao amor de um Deus pessoal pelas suas criaturas. No entanto, essa ênfase na teologia, assim como o tom quase evangélico adotado por alguns dos mais ardentes entusiastas de Whitehead, pode ser a razão para a marginalização da filosofia do processo nos meios académicos convencionais e dominantes.
Com o seu livro de 1996 Process Metaphysics, o eminente e prolífico filósofo americano Nicholas Rescher começou uma campanha para reabilitar o pensamento do processo, considerando-o sobretudo como uma matriz ideal para qualquer teorização sistemática acerca da natureza das coisas. Tal como Rescher nos Estados Unidos, Michel Weber cultiva uma aproximação  secular com a filosofia do processo. Weber traduziu para o francês o livro de Rescher Process Metaphysics em 2006.

## Atividade profissional
Michel Weber é autor de 5 monografias e 60 artigos em revistas e enciclopédias. O seu livro La Dialectique de l’intuition chez A. N. Whitehead recebeu o Prix du Concours annuel da Academia Real da Bélgica.
Weber é também a força motriz por detrás de inúmeras colaborações internacionais e interculturais. Mantém-se empenhado na coordenação das suas diversas actividades profissionais com vista ao estabelecimento de uma nova cultura filosófica, visionária que fomente a cooperação e a aventura intelectual, e com preocupações de natureza ética e global.
Deve-se-lhe a fundação de três sociedades científicas:
- Chromatiques whiteheadiennes,
- Whitehead Psychology Nexus, e
- European William James Project.

Administra uma editora sem fins lucrativos:
- Éditions Chromatika.

E orienta ,em colaboração com outros colegas, a publicação de quatro séries editoriais:
- Chromatiques whiteheadiennes,
- Ontos Verlag Series in Process Thought,
- Whitehead Psychology Nexus Studies e
- Edições Chromatika

assim como uma publicação filosófica anual
- Chromatikon: Annuaire de la philosophie en procès – Yearbook of Philosophy in Process.

Usando a filosofia do processo como uma matriz para criar sinergias, Weber segue o trabalho de centenas de estudiosos no mundo inteiro, definindo, com cada um dos seus projectos, um foco de criação de energias, destinadas a cruzarem-se. Tem editado ou co-editado até à data, em colaboração com alguns 150 investigadores representando todos os continentes, 30 colecções, juntando centenas de artigos originais sobre temas com relevância para a filosofia do processo num contexto inter e multicultural. 
1. Handbook of Whiteheadian Process Thought, publicado em dois volumes e editado por M. Weber e Will Desmond tem um âmbito bastante ambicioso: “ Ao juntar 115 artigos escritos por 101 especialistas internacionalmente reconhecidos, o Handbook of Whiteheadian Process Thought tem por objectivo a interpretação de Whitehead secundum Whitehead, debatendo o estado actual do conhecimento nos estudos whiteheadianos e identificando as orientações mais promissoras para a investigação futura através de uma interpretação cruzada, interna e externa, interdisciplinar e de um desenvolvimento transversal.”
2. Também, digno de nota é o recente volume interdisciplinar editado por Weber e Anderson Weekes, Process Approaches to Consciousness in Psychology, Neuroscience, and Philosophy of Mind que “estabelece um diálogo entre a filosofia do processo e [ o campo cada vez mais significativo] dos estudos da consciência contemporâneos.” É demasiado cedo para se saber como é que este livro vai ser recebido pela filosofia analítica anglo-americana ou pela fenomenologia e pelo existencialismo continentais, mas os colaboradores deste volume sublinham a importância de uma base comum fecunda entre o pensamento do processo e os seus principais rivais das correntes de pensamento institucionalizadas.”